# Pachycara nazca
Pachycara nazca es una especie de pez de la familia Zoarcidae.

## Hábitat
Es un pez de mar y de aguas profundas que vive hasta los 4.107 m de profundidad. En aguas profundas del Perú.